# Olympische Sommerspiele 2024/Teilnehmer (Mali)
| Gelbes Symbol für Goldmedaillen mit stilisierten Olympischen Ringen | Graues Symbol für Silbermedaillen mit stilisierten Olympischen Ringen | Braundes Symbol für Bronzemedaillen mit stilisierten Olympischen Ringen |
| ------------------------------------------------------------------- | --------------------------------------------------------------------- | ----------------------------------------------------------------------- |
| —                                                                   | —                                                                     | —                                                                       |

Mali nahm an den Olympischen Spielen 2024 vom 26. Juli bis zum 11. August 2024 in Paris mit 23 Athleten (21 Männer, 2 Frauen) teil. Es war die insgesamt 15. Teilnahme an Olympischen Sommerspielen.

## Teilnehmer nach Sportarten

### Boxen
Für den Wettbewerb im Federgewicht der Frauen erhielt Marine Camara eine Wildcard.
| Athleten      | Wettbewerb       | 1. Runde  | 1. Runde | Achtelfinale  | Achtelfinale  | Viertelfinale | Viertelfinale | Halbfinale    | Halbfinale    | Finale        | Finale        | Rang |
| Athleten      | Wettbewerb       | Gegner    | Ergebnis | Gegner        | Ergebnis      | Gegner        | Ergebnis      | Gegner        | Ergebnis      | Gegner        | Ergebnis      | Rang |
| ------------- | ---------------- | --------- | -------- | ------------- | ------------- | ------------- | ------------- | ------------- | ------------- | ------------- | ------------- | ---- |
| Frauen        |                  |           |          |               |               |               |               |               |               |               |               |      |
| Marine Camara | Klasse bis 57 kg | E. Yıldız | 0:5      | ausgeschieden | ausgeschieden | ausgeschieden | ausgeschieden | ausgeschieden | ausgeschieden | ausgeschieden | ausgeschieden | 17   |

### Fußball
Durch den dritten Platz beim U-23-Afrika-Cup 2023 qualifizierten sich Malis Fußballer für das olympische Turnier.
| Wettbewerb      | Männer (Spiele/Tore) |
| --------------- | --- |
| Athleten        | Ibrahima Cissé (2/0) Mohamed Cisset (0/0) Oumar Coulibaly (0/0) Moussa Diakité (3/0) Demba Diallo (3/0) Hamidou Diallo (1/0) Brahima Diarra (3/0) Lassine Diarra (3/0) Thiémoko Diarra (3/0) Ahmed Diomandé (3/0) Fode Doucouré (3/0) Cheickna Doumbia (3/1) Salam Jiddou (3/0) Coli Saco (2/0) Wilson Samaké (1/0) Issouf Sissokho (1/0) Mamadou Tounkara (3/0) Boubacar Traoré (3/0) |
| Trainer         | Badara Alou Diallo |
| P-Akkreditierte | Mohamadou Lamine Ba Fady Coulibaly Hassane Diarra Issoufi Maïga |
| Gruppenphase    | Israel (1:1) Japan (0:1) Paraguay (0:1) |
| Viertelfinale   | ausgeschieden |
| Halbfinale      | ausgeschieden |
| Finale          | ausgeschieden |
| Rang            | 14 |

### Leichtathletik
Laufen und Gehen
| Athleten     | Wettbewerb | Vorlauf | Vorlauf | Halbfinale    | Halbfinale    | Finale        | Finale        | Rang          |
| Athleten     | Wettbewerb | Zeit    | Rang    | Zeit          | Rang          | Zeit          | Rang          | Rang          |
| ------------ | ---------- | ------- | ------- | ------------- | ------------- | ------------- | ------------- | ------------- |
| Männer       |            |         |         |               |               |               |               |               |
| Fodé Sissoko | 100 m      | 10,66 s | 4       | ausgeschieden | ausgeschieden | ausgeschieden | ausgeschieden | ausgeschieden |

### Schwimmen
| Athleten        | Wettbewerb     | Vorlauf | Vorlauf | Halbfinale    | Halbfinale    | Finale        | Finale        | Rang |
| Athleten        | Wettbewerb     | Zeit    | Rang    | Zeit          | Rang          | Zeit          | Rang          | Rang |
| --------------- | -------------- | ------- | ------- | ------------- | ------------- | ------------- | ------------- | ---- |
| Frauen          |                |         |         |               |               |               |               |      |
| Aïchata Diabaté | 50 m Freistil  | 37,55 s | 77      | ausgeschieden | ausgeschieden | ausgeschieden | ausgeschieden | 77   |
| Männer          |                |         |         |               |               |               |               |      |
| Alexien Kouma   | 100 m Freistil | 56,34 s | 74      | ausgeschieden | ausgeschieden | ausgeschieden | ausgeschieden | 74   |

### Taekwondo
| Athleten         | Wettbewerb       | Achtelfinale  | Achtelfinale | Viertelfinale | Viertelfinale | Hoffnungsrunde Halbfinale | Hoffnungsrunde Halbfinale | Halbfinale    | Halbfinale    | Hoffnungsrunde Finale | Hoffnungsrunde Finale | Finale        | Finale        | Rang |
| Athleten         | Wettbewerb       | Gegner        | Ergebnis     | Gegner        | Ergebnis      | Gegner                    | Ergebnis                  | Gegner        | Ergebnis      | Gegner                | Ergebnis              | Gegner        | Ergebnis      | Rang |
| ---------------- | ---------------- | ------------- | ------------ | ------------- | ------------- | ------------------------- | ------------------------- | ------------- | ------------- | --------------------- | --------------------- | ------------- | ------------- | ---- |
| Männer           |                  |               |              |               |               |                           |                           |               |               |                       |                       |               |               |      |
| Ismaël Coulibaly | Klasse bis 80 kg | B. Töleughali | 1:2          | ausgeschieden | ausgeschieden | ausgeschieden             | ausgeschieden             | ausgeschieden | ausgeschieden | ausgeschieden         | ausgeschieden         | ausgeschieden | ausgeschieden | 17   |